# فرودگاه مابن
فرودگاه مابن (به انگلیسی: Maben Airport) یک فرودگاه همگانی بهره‌برداری هوایی با کد یاتا none است که یک باند فرود چمن و شن دارد و طول باند آن ۱۲۱۹ متر است. این فرودگاه در کشور ایالات متحده آمریکا قرار دارد و در ارتفاع ۵۴۹ متری از سطح دریا واقع شده است.